# U nang bạch huyết
U nang bạch huyết là một tập hợp các chất lỏng bạch huyết trong cơ thể không giáp với lớp biểu mô. Triệu chứng này thường là một biến chứng phẫu thuật xuất hiện sau khi phẫu thuật vùng chậu rộng (như phẫu thuật ung thư) và thường xuất hiện nhiều nhất ở vùng sau phúc mạc. Triệu chứng này hiếm khi xuất hiện do tự phát.

## Dấu hiệu và triệu chứng
Phần lớn các tế bào u nang bạch huyết thường không xuất hiện triệu chứng. Tuy nhiên, các tế bào u nang bạch huyết lớn có thể gây ra các triệu chứng liên quan đến chèn ép các cấu trúc lân cận dẫn đến đau bụng dưới, đầy bụng, táo bón, tê và phù ở bộ phận sinh dục hoặc chân. Di chứng nghiêm trọng có thể phát triển và bao gồm nhiễm trùng bạch huyết, tắc nghẽn và nhiễm trùng đường tiết niệu, tắc ruột, huyết khối tĩnh mạch, tắc mạch phổi, cổ trướng và hình thành lỗ rò bạch huyết. Khi kiểm tra lâm sàng, da có thể bị sưng đỏ và u thành khối. Siêu âm hoặc CT scan sẽ cho kết quả chính xác hơn. Ngoài ra, khi phù nề chi dưới, huyết khối tĩnh mạch cần được kiểm tra.

## Nguyên nhân
Nguyên nhân xuất hiện triệu chứng u nang bạch huyết liên quan với việc cắt bỏ các mô bạch huyết trong phẫu thuật. Phẫu thuật phá hủy và phá vỡ sự vận động thông thường của bạch huyết. Các hoạt động điển hình dẫn đến các tế bào lympho là ghép thận và phẫu thuật vùng chậu triệt để với cắt bỏ hạch bạch huyết vì ung thư tuyến tiền liệt hoặc phụ khoa. Các yếu tố khác có thể ảnh hưởng đến sự phát triển của u nang bạch huyết là xạ trị trước phẫu thuật, điều trị dự phòng bằng heparin (được sử dụng để ngăn ngừa huyết khối tĩnh mạch sâu) và khối u. Sau phẫu thuật ung thư cổ tử cung và buồng trứng với CT, các nhà khoa học đã theo dõi và tìm thấy các tế bào bạch huyết tương ứng với tỷ lệ 20% và 32%. Thông thường chúng phát triển trong vòng 4 tháng sau phẫu thuật.